# Moni Loukous
Moni Loukous (griechisch Μονή Λουκούς) ist ein Kloster im Tanostal, wenige Kilometer westlich von Astros in der griechischen Landschaft Arkadien. Das heutige Nonnenkloster wurde im 12. Jahrhundert errichtet und ist der Verklärung Christi (Μεταμὁρφωσις Σωτήρου Metamorfósis Sotírou) geweiht. Im Jahr 2016 lebten dreizehn Nonnen im Kloster.

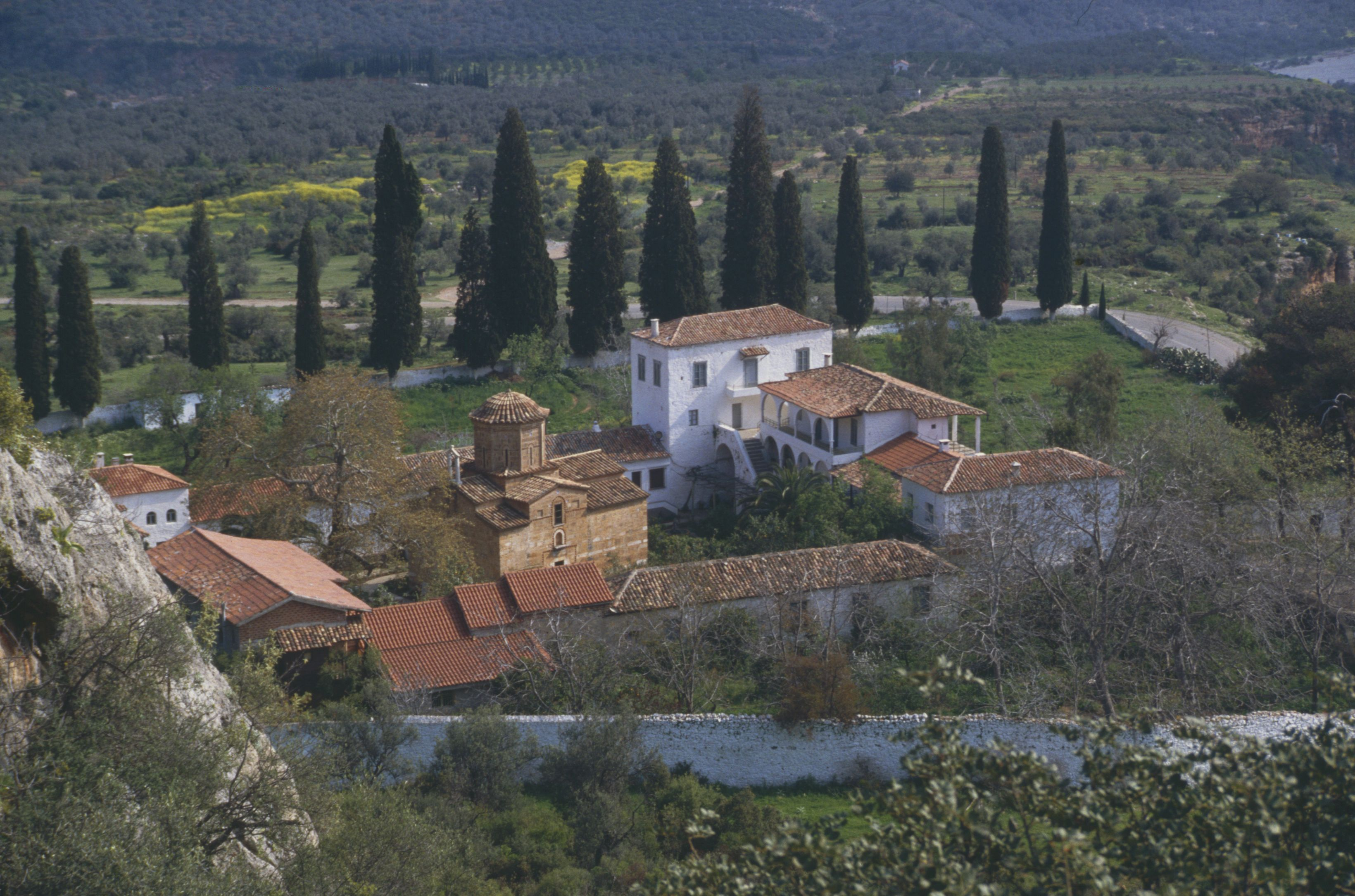
Kloster Loukous, Gesamtanlage

In venezianischer Zeit gehörte das Kloster vorübergehend Kapuzinern. Seit seiner teilweisen Zerstörung 1826 durch Ibrahim Pascha hat die Kirche keinen Narthex mehr.

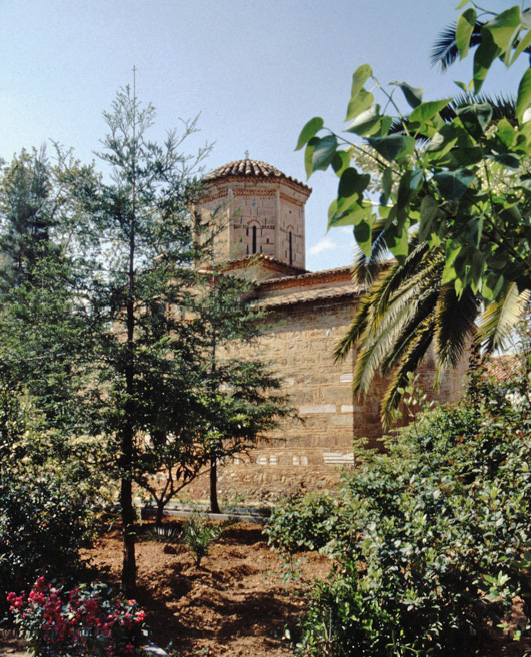
Kreuzkuppelkirche

Das Kloster wurde wahrscheinlich auf den Ruinen des Heiligtums des Polemokrates, eines Enkels von Asklepios erbaut. Die Mauern der Kreuzkuppelkirche bestehen aus Ziegelsteinen; die Simse der Dächer und der eckigen Apsiden wie auch die Fenster sind durch über Eck gelegte Ziegelreihen verziert. In den Giebeln und im Tambour sind Keramikteller eingelassen. Die Spolien an der Südmauer stammen von der in unmittelbarer Nähe gelegenen Villa des Herodes Atticus. Weitere Spolien von derselben Fundstätte befinden sich an anderen Gebäuden des Klosters. Im Inneren stützen vier Säulen die ungewöhnlich hohe Kuppel. Die Wände sind mit gut erhaltene Fresken aus dem 17. Jahrhundert geschmückt. Besonders erwähnenswert ist die Darstellung des Hymnos Akathistos. Ein Bodenmosaik und eine reich geschnitzte Ikonostase mit wertvollen Ikonen vollenden die Ausstattung. Einige Fresken wurden stellenweise durch Ibrahim Pascha zerkratzt und beschädigt.